# Palet sur planche à trous
Le palet sur planche à trous est un jeu de palet du Pays de Gallo, en Bretagne-est. Le jeu de palet sur planche à trous est inscrit à l’Inventaire du patrimoine culturel immatériel en France.

## Déroulement de la partie
Chaque joueur, en individuel ou en équipe, est chargé de lancer ses palets dans des trous positionnés sur une planche en bois. Chaque trou à une valeur différente, l’intérêt étant évidemment de viser celui qui donne le plus de points. Le but du jeu est d’accumuler le plus de points possible avec les palets. 
La règle prévoit que le palet arrive à plat sur la planche, sinon le lancer est annulé. 